# Cardilidae
Famille
Les Cardilidae sont une famille de mollusques bivalves marins. La coquille est en général petite, en forme de cœur, équivalve mais non équilatérale. Cette famille existe au moins depuis le Langhien (miocène moyen), soit plus de 13,65 millions d'années.

## Liste des genres
Selon World Register of Marine Species (1 juin 2016) :
- Cardilia Deshayes, 1835